# I Still Love You (canção de Lil Suzy)
"I Still Love You" (em português:  Eu Ainda Amo Você) é o terceiro single do álbum Paradise, lançado pela cantora de freestyle Lil Suzy em 1998. É a única canção estilo balada nesse álbum a ser lançada como single por Lil Suzy. No dia 28 de Novembro de 1998 chegou a posição #94 na Billboard Hot 100. 

## Faixas
E.U.A. 12" Single
| N.º | Título                                                          | Duração |  |
| 1.  | "I Still Love You" (Slammin' Sam's Free at Last Remix)          | 6:01    |  |
| 2.  | "I Still Love You" (808 Mix)                                    | 4:47    |  |
| 3.  | "I Still Love You" (A Capella)                                  | 3:00    |  |
| 4.  | "I Still Love You" (Danny Tsettos' & Anthony Acid's Anthem Mix) | 8:40    |  |
| 5.  | "I Still Love You" (Extended House)                             | 5:10    |  |

## Posições nas paradas musicais
| Parada musical (1998)                               | Melhor posição |
| --------------------------------------------------- | -------------- |
| Estados Unidos (Billboard Hot 100)                  | 94             |
| Estados Unidos (Hot Dance Music/Maxi-Singles Sales) | 32             |